# MUMOK
mumok (Museum Moderner Kunst Stiftung Ludwig Wien) é um museu localizado na cidade de Viena na Áustria.
O museu tem uma coleção de obras de arte moderna e contemporânea e foi criado em 21 de setembro de 1962 como o Museu do século XX no Jardim Suíço, localizado no pavilhão austríaco que foi construído por Karl Schwanzer para o Museu na Feira Mundial de Bruxelas (Exposition Universelle et Internationale de Bruxelles) em 1958.